# Skalka (Niedere Tatra)
Die Skalka ist ein 1980 m n.m. hoher Berg in der Niederen Tatra. Er befindet sich auf einem vom am Hauptkamm gelegenen Berg Kotliská (1937 m n.m.) verlaufenden Seitenkamm, im Ďumbierske Tatry genannten Teil der Niederen Tatra, und ist Teil des slowakischen Nationalparks Niedere Tatra. Der Gipfel ist zwischen den Gemeinden Jasenie und Dolná Lehota (beide Okres Brezno, Banskobystrický kraj) geteilt.
Der kahle und aus Granit bestehende Berg trennt die Tälern Lomnistá dolina westlich und Vajskovská dolina östlich des Seitenkamms.

## Tourismus
Die Skalka ist nur zu Fuß erreichbar. Über den Gipfel passiert ein gelb markierter Wanderweg zwischen dem Abzweig Strmý vŕštek bei Dolná Lehota und über den Nachbarberg Žiarska hoľa (1844 m n.m.), auf dem Weg zum Berg Kotliská am Hauptkamm, wo er den rot markierten Wanderweg, hier Teil des Europäischen Fernwanderwegs E8 und zugleich des slowakischen Fernwanderwegs Cesta hrdinov SNP, trifft.